# 다나카 미노루 (배우)
다나카 미노루(일본어: 田中実, 1966년 10월 27일 ~ 2011년 4월 25일)는 일본의 배우이다. 2011년 4월 25일 자택에서 목을 매 자살하였다.

## 더빙
- 앨리 맥빌
- 에너미 앳 더 게이트
- 스타십 트루퍼스 (영화)
- 여름향기
- 선샤인 (2007년 영화)